# Strobilanthes
Strobilanthes es un género de plantas con flores perteneciente a la familia Acanthaceae. El género tiene 523 especies herbáceas que se distribuyen por las regiones tropicales de Asia.

## Especies seleccionadas
- Strobilanthes acrocephalus
- Strobilanthes affinis
- Strobilanthes angustifrons C.B.Clarke
- Strobilanthes atropurpureus Nees
- Strobilanthes attenuata Jacq. ex Nees
- Strobilanthes auriculatus
- Strobilanthes bheriensis Shakya J.R.I.Wood
- Strobilanthes bracteata
- Strobilanthes capitata T.Anderson
- Strobilanthes cuneata
- Strobilanthes cusia Kuntze
- Strobilanthes cyclus C.B.Clarke ex W.W.Sm.
- Strobilanthes divaricatus
- Strobilanthes dyeriana Mast.
- Strobilanthes evrardi Benoist
- Strobilanthes extensa
- Strobilanthes flexicaulis
- Strobilanthes formosanus
- Strobilanthes forrestii
- Strobilanthes glandulifera
- Strobilanthes glutinosa
- Strobilanthes hamiltoniana
- Strobilanthes isophyllus
- Strobilanthes kunthiana
- Strobilanthes lachenensis
- Strobilanthes lamiifolia
- Strobilanthes longespicatus
- Strobilanthes multidens
- Strobilanthes nutans
- Strobilanthes oliganthus
- Strobilanthes oligocephala
- Strobilanthes pentstemonoides
- Strobilanthes rankanensis
- Strobilanthes sabiniana
- Strobilanthes saccata
- Strobilanthes subnudata
- Strobilanthes tamburensis
- Strobilanthes tetraspermus
- Strobilanthes thomsonii
- Strobilanthes triflorus
- Strobilanthes wallichii
- Strobilanthes yunnanensis
- Lista completa de especies